# Autoridade Nacional de Segurança Rodoviária
A Autoridade Nacional de Segurança Rodoviária (ANSR) é um departamento do Ministério da Administração Interna de Portugal encarregado das áreas de contra-ordenações e segurança rodoviária.
Nasceu de uma parte da extinta Direcção-Geral de Viação (DGV).